# 源頼国
源 頼国（みなもと の よりくに）は、平安時代中期の武将・官人。源頼光の長男。いとこに源頼義がいる。

## 経歴
父・頼光同様、主に京における中級官人として活動する。特に藤原道長一族との結びつきが強く、道長の娘上東門院彰子、その所生の皇子敦成親王（後一条天皇）に長きに渡って近侍した。武人としてよりも文人としての活動が主体であり、寛弘4年（1007年）に道長の催した漢詩の会に出席したことなどが記録に見える。内昇殿を許され、娘達を摂政藤原師実、参議藤原為房といった公卿の妻妾に配すなど、総じて貴族社会の一員としての側面が強かった。
説話上では、父頼光の酒呑童子退治に四天王や藤原保昌らと共に同行し、茨木童子の住居であった「鬼ヶ城」を攻め落とす武士として描かれるが、史実上の頼国に武人としての目立った事跡はなく、寛仁3年（1019年）に暴漢を逮捕したことなど、主に京周辺の警察的活動に従事した。
山梨県笛吹市の長昌寺の大般若波羅蜜多経に以下の奥書をしている。

## 系譜
- 父：源頼光
- 母：藤原元平の娘[1]
- 妻：藤原信理の娘
  - 長男：源頼弘 - 従五位下讃岐守、出家
  - 三男：源頼実（1015-1044）
  - 四男：源実国（1020-?）
- 妻：藤原師長の娘
  - 次男：源頼資（?-1066）
- 妻：藤原仲清の娘
  - 五男：源頼綱（1025-1097）
  - 八男：源師光（?-1100）
- 妻：不詳
  - 六男：源国房（?-1119）
  - 七男：源頼仲
  - 九男：源頼房
  - 十男：源頼任
  - 男子：源富国
  - 男子：源明円
  - 女子：六条斎院宣旨（?-1092）
  - 女子：藤原為房室
  - 女子：藤原師実室
  - 女子：藤原顕家室
  - 女子：藤原良綱室
  - 女子：藤原定輔室
  - 女子：藤原盛綱室

多くの子女に恵まれた。頼実、頼綱、師光は歌人としての活動が知られるほか、頼資、頼綱、国房、師光らの子孫が後代武門として様々な形で歴史に名を刻んでいる。また娘達のうち、師実妻は左大臣家忠（花山院家祖）、為房妻は参議為隆（吉田家祖）、権中納言顕隆（葉室家祖）らをそれぞれ生んだことで知られ、さらに別の娘の一人は歌人「六条斎院宣旨」として名を残している。